# Labidochromis zebroides
Labidochromis zebroides — вид окунеподібних риб родини цихлових (Cichlidae), використовується як акваріумна рибка.

## Поширення
Ендемічний вид для озера Малаві, де живе на кам'янистому рифі у південній частині озера біля островів Лікома та Мазімбве.

## Опис
Це дрібна риба, що сягає 8,5 см завдовжки..

## Живлення
У природі живиться личинками комах і рачками на каменях.